# De terugreis
De terugreis é um filme de comédia dramática de 2024 escrito por Marijn de Wit e co-escrito e dirigido por Jelle de Jonge. O filme foi um grande sucesso de bilheteria na Holanda e foi premiado com o Golden Film. Foi escolhido como a entrada holandesa para o Melhor Longa-Metragem Internacional no 97º Oscar. O filme ganhou dois prêmios Golden Calf de melhor longa-metragem e melhor papel principal para Leny Breederveld. Os vencedores foram anunciados no Festival de Cinema da Holanda.

## Enredo
Jaap está junto com Maartje há quase 50 anos. Enquanto o rabugento Jaap não está mais muito interessado em fazer as coisas, a às vezes um pouco confusa Maartje ainda está cheia de vida. Quando o casal recebe uma carta de um velho amigo de férias, Jaap é relutantemente convencido a visitá-lo no sul da Europa. Os dois viajam em seu carro velho por uma Europa completamente mudada; discutindo, mas também relembrando uma memória após a outra. Ao longo do caminho, Jaap percebe que sua esposa está sofrendo de demência.

## Elenco
- Leny Breederveld como Maartje
- Martin van Waardenberg como Jaap
- Janni Goslinga como Jolanda
- Trudy de Jong como Corry
- Paul R. Kooij como Peter
- Annemarie Prins como Jet